# Nectaire Ier de Jérusalem
Nectaire Ier (en grec : Νεκτάριος ; né en Crète en 1605 et mort en juillet 1676) fut patriarche orthodoxe de Jérusalem de 1660 à 1669.